# Brossel TAL
Il Brossel 780B Tracteur d'Artillerie Lourde o solo Brossel TAL era un trattore d'artiglieria pesante belga, utilizzato durante la seconda guerra mondiale.

## Storia
Lo stabilimento Frères Brossel di Bruxelles, specializzata nella produzione di autobus ed autocarri, iniziò lo sviluppo del TAL nel 1935. Il mezzo venne prodotto dal 1937 al 1939 in 74 esemplari per l'esercito belga. Si trattava di un potente trattore d'artiglieria pesante a quattro ruote motrici e sterzanti, mosso da un motore diesel da 125 hp collegato ad un cambio a 4 marce avanti ed una indietro. Il vano di guida anteriore a due posti ed il cassone portamunizioni posteriore erano coperte da un tettuccio metallico continuo; la carrozzeria era priva di porte, chiusa sui lati da telonature.
All'inizio del 1940 il mezzo fu testato anche dall'Armée de terre francese, allora a corto di trattori pesanti moderni. Le prove effettuate a Vincennes ebbero esito positivo. Il trattore si dimostrò superiore in tutti i campi al francese Latil M2 TL6, ma a causa del precipitare degli eventi bellici non seguirono ordinativi.
I TAL vennero utilizzati durante la guerra per il traino dei cannoni pesanti da 155 mm. Mezzi di preda bellica furono riutilizzati dalla Wehrmacht, anche riallestiti in veicoli recupero con gru.